# Claudius Lysias
Claudius Lysias est un personnage mentionné dans le Nouveau Testament. Lysias était le tribun militaire aux commandes de la cohorte stationnée à Jérusalem, lors de l’arrestation de Paul de Tarse.
Il apparaît dans les Actes des Apôtres aux chapitres 21 à 23, tandis que son nom est révélé aux Actes 23:26.

## Tribun militaire
Tribun militaire ayant acheté sa citoyenneté romaine, Claudius Lysias était à la tête des troupes de la Forteresse Antonia à Jérusalem au Ier siècle. 
En tant que responsable de la cohorte urbaine de Jérusalem, il était chargé de veiller au maintien de la paix dans la ville. Il dépendait directement du gouverneur de Judée : Félix de Césarée.

## Rencontre avec Paul de Tarse
Durant son activité de tribun, il dut gérer les tumultes opposant les Juifs à Paul de Tarse. En effet, Paul fut accusé par certains Juifs de commettre un acte sacrilège en amenant avec lui des Grecs dans le Temple. Il fut alors pris à partie par une foule en colère. Pour mettre fin au tumulte qui se propageait dans la ville, Claudius Lysias prit avec lui des soldats et s’empara de Paul, qu’il conduisit à la forteresse.

Face à la violence de la foule qui les poursuivait, Paul demanda en grec à Lysias la parole pour tenter de les calmer. Le commandant, surprit que Paul connaisse cette langue, lui donna la permission de s'exprimer au peuple. Paul prit la parole en araméen et décrivit sa conversion. La foule l’écouta en silence jusqu’au moment où il parla de sa mission auprès des Gentils. Devant la foule à nouveau en colère, Claudius Lysias le fit amener à la forteresse pour qu'il y soit flagellé avant son interrogatoire. Lorsque Paul fit valoir sa citoyenneté romaine pour échapper au fouet et devant les troubles que créait sa présence à Jérusalem, Lysias prit la décision d’envoyer Paul auprès de son supérieur, le gouverneur de Judée : Félix de Césarée. Il fit escorter Paul jusqu'à Antipatris, un relais de poste romain, puis le lendemain à Césarée avec une lettre de recommandation : 

« Claudius Lysias, au Très excellent Félix, gouverneur, salut. L’homme que voici, dont les Juifs se sont emparés, allait être supprimé par eux. Je suis alors intervenu avec la troupe pour le soustraire au danger, ayant appris qu’il est citoyen romain. Voulant connaître le motif pour lequel les Juifs l’accusaient, je l’ai fait comparaître devant leur Conseil suprême. J’ai constaté qu’il était accusé pour des questions relatives à leur Loi, sans aucun chef d’accusation méritant la mort ou la prison. Après dénonciation devant moi d’un complot contre cet homme, je te l’ai envoyé immédiatement, en donnant également aux accusateurs la consigne d’exposer devant toi ce qu’ils ont contre lui. »

— Ac 23:26-30